# Toggo TV
Toggo TV war ein Mitmachmagazin des Senders Super RTL, das am 27. Juli 2002 startete. Eine Episode dauerte etwa 22 Minuten. Aufgrund des großen Erfolgs wurde 2003 eine weitere Staffel produziert. Obwohl man eine weitere Staffel produzieren wollte und dafür lediglich in die übliche Sendepause im Sommer ging, wurde Toggo TV Mitte 2008 eingestellt.

## Geschichte
Am 27. Juli 2002 startete das Magazin mit dem Motto „Ihr könnt mich mal … einschalten!“. Moderiert wurde die Show von Nina Moghaddam und Paddy Kroetz, die schon einige Jahre zuvor die Toggo-Zuschauer durch das Programm führten. Außerdem existierte das Haselhörnchen, welches aufgrund vieler Äußerungen als nicht gerade klug dargestellt wurde. Das Haselhörnchen bekam Unterstützung von einem Lappen namens Jammerlappen. Anfangs tauchte dieser lediglich als Nebencharakter auf, wurde jedoch später immer öfter erwähnt bzw. gezeigt. Die beiden bekamen 2009 ihre eigene Serie Haselhörnchen – hier knallt die Ente. Gespielt und produziert wurden die Figuren von dem Puppenspieler Martin Reinl. Nach knapp einem Monat, am 25. August 2002, ging Toggo TV in die Sommerpause. Vom 16. März bis zum 11. Mai 2003 strahlte man Toggo TV erneut aus, bis man bis zum 31. August 2008 eine Sommerpause einlegte. Nach einigen Jahren wurde das Konzept der Show überarbeitet. Viele alte Rubriken wurden aus der Sendung genommen. Außerdem verfügte die Sendung nun über ein Livepublikum.
Ende 2006 wurde aus fünf Moderatoren das Musikprojekt Die Toggo 5 gebildet, um eine Weihnachtssingle zu veröffentlichen.
Das Studio, in dem Toggo TV produziert wurde, diente zuvor von 1993 bis 1998 der von Stefan Raab moderierten Sendung Vivasion auf dem mittlerweile eingestellten Sender VIVA.

## Ausstrahlung
| Von (Tag)          | Bis (Tag)         | Ausstrahlungsturnus (Tag, Uhrzeit) | Bemerkungen                             |
| ------------------ | ----------------- | --- | --------------------------------------- |
| 27. Juli 2002      | 25. August 2002   | | Toggo TV geht in die erste Winterpause  |
| 16. März 2003      | 11. Mai 2003      | | Toggo TV geht in die erste Sommerpause  |
| 31. August 2003    | 21. Dezember 2003 | | Toggo TV geht in die zweite Winterpause |
| 7. März 2004       | 22. Mai 2004      | | Toggo TV geht in die zweite Sommerpause |
| 5. September 2004  | 25. Dezember 2004 | | Toggo TV geht in die dritte Winterpause |
| 13. März 2005      | 14. Juni 2005     | | Toggo TV geht in die dritte Sommerpause |
| 2. Oktober 2005    | 24. Dezember 2005 | | Toggo TV geht in die vierte Winterpause |
| 12. März 2006      | 3. Juni 2006      | | Toggo TV geht in die vierte Sommerpause |
| 5. August 2006     | 17. Dezember 2006 | - samstags 9:30 Uhr - sonntags 16:45 Uhr (Ausnahmen: 22. Oktober 2006 bis 26. November 2006: 17:20 Uhr / 10. Dezember 2006: keine Ausstrahlung / 17. Dezember 2006: 17:15 Uhr) | Toggo TV geht in die fünfte Winterpause |
| 17. März 2007      | 2. Juni 2007      | - samstags 9:30 Uhr | Toggo TV geht in die fünfte Sommerpause |
| 29. September 2007 | 22. Dezember 2007 | - samstags 14:25 Uhr (Ausnahmen: bis 20. Oktober 2007 9:30 Uhr / 10. November 2007: keine Ausstrahlung)                                                                        | Toggo TV geht in die letzte Winterpause |
| 15. März 2008      | 31. Mai 2008      | - samstags 14:00 Uhr | Toggo TV wird eingestellt               |

## Sendungsablauf

### Erstes Konzept

#### Postecke
In der Postecke wurden Briefe und Poster der Zuschauer öffentlich präsentiert. Zusammen mit Paddy las Nina oft Stellen aus der Fanpost vor.

#### Frage der Sendung
Kurz nach der Postecke wird die Frage des Tages vom Haselhörnchen präsentiert. Sobald die Frage gestellt wurde, hatten die Zuschauer die Chance, per Telefon ihre Stimme abzugeben.

#### Stargast
In jeder Episode von Toggo TV gab es einen Stargast. Einige von ihnen waren Banaroo, Blümchen und LaFee.

#### Die geheimnisvolle Wand
Der Studiogast musste seine Hände durch zwei Löcher an der Wand stecken. Hinter der Wand stand Paddy, der die Hände des Gastes an einen Teller mit unbekannten Inhalten führte. Der Gast musste nun erraten, was sich auf dem Teller befand.

#### Toggo Stars
In jeder Folge suchte Nina nach einem „Toggo Star“, der dann einen Auftritt in der Sendung hatte.

#### Paddy unterwegs
In vielen Episoden war Paddy unterwegs, um sich nach merkwürdigen Dingen im Alltag umzuschauen. Meistens waren es absurde Sportarten, die Paddy zum Schluss immer selbst ausprobierte.

#### Antwort auf die Frage der Sendung
Zum Ende jeder Episode wurde die Frage des Tages aufgelöst. Ein Zuschauer schaffte es in die Sendung, beantwortete die Frage und gewann den Preis.

### Zweites Konzept

#### Postecke
Auch in der neuen Version von Toggo TV wurden Briefe und Poster der Zuschauer öffentlich präsentiert.

#### Am laufenden Band
Nacheinander liefen fünf Gegenstände über das Rollband. Danach hatte das Publikum eine Minute Zeit, die Begriffe aufzuzählen und dadurch Punkte zu bekommen. Jeder Punkt bedeutete 1 € für die Klassenkasse.

#### Stargast
Auch beim neuen Toggo TV gab es jede Woche einen Stargast.

#### Frage der Sendung
Die Frage des Tages wurde vom Haselhörnchen präsentiert. Sobald die Frage gestellt wurde, hatten die Zuschauer die Chance, per Telefon ihre Stimme abzugeben. Anders als bei Konzept 1 wurde der Gewinner in der Show zum Ende hin nur noch bekanntgegeben und nicht mehr ins Studio durchgestellt.

#### Klamottenkiste
Zum Schluss gab es die Klamottenkiste. In dieser trat der Gast gegen Paddy an. Zwei Kinder aus dem Publikum gaben die Klamotten zum Anziehen aus den Klamottenkisten heraus. Eine Runde dauerte 40 Sekunden.